# Gaston Roques
 (juin 2025).
Pour les articles homonymes, voir Roques.
Gaston Roques, né le 8 mars 1862 à Pradinas (Aveyron) et mort le 19 mai 1938 à Pradinas, est un homme politique français.

## Biographie
Avocat et propriétaire exploitant, il est maire de Pradinas et conseiller général, il est élu député en 1889 dans la circonscription de son père François Camille Roques, mort en 1887. Il est battu en 1893. Il retrouve un siège 30 ans plus tard, de 1919 à 1924, et s'inscrit au groupe de l'Entente républicaine démocratique. 
Il est le gendre d'Edgard Laroche-Joubert. Il épouse Élisabeth Laroche-Joubert avec laquelle il eut trois enfants: Marcel, André et Gabriel.

## Sources
- « Gaston Roques », dans le Dictionnaire des parlementaires français (1889-1940), sous la direction de Jean Jolly, PUF, 1960 [détail de l’édition]